# اغتصاب لوكريس

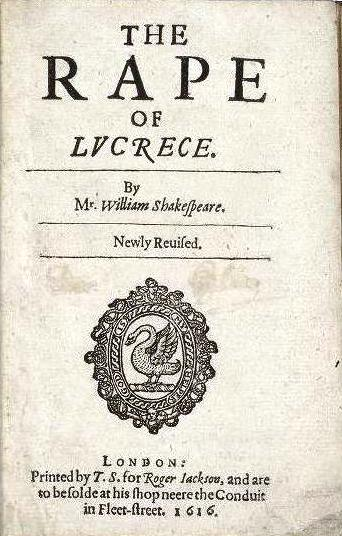
صفحة العنوان للطبعة السادسة من اغتصاب لوكريس (1616).

اغتصاب لوكريس (بالإنجليزية: The Rape of Lucrece)‏، هي قصيدة سردية، كتبها وليام شكسبير عام 1594 عن الأسطوري لوكريشا. وسبقتها في عام 1593 القصيدة السردية فينوس وأدونيس.